# Гейджино
Гейджи́но (англ. gaugino от англ. gauge — калибровка и -ino) — гипотетические частицы, предсказанные теорией калибровочной инвариантности и теорией суперсимметрии, суперпартнёры калибровочных бозонов. Все гейджино относятся к фермионам.
В минимальном суперсимметричном расширении Стандартной Модели список гейджино выглядит так:
- глюино — суперпартнёр глюона, поэтому оно несёт цветовой заряд;
- вино — суперпартнёр W-бозона;
- бино — суперпартнёр калибровочного бозона, соответствующего слабому гиперзаряду. Смешивание этой частицы с одним из гейджино, соответствующим слабому изоспину, даёт фотино или зино (см. далее).
- зино — суперпартнёр Z-бозона
- фотино — суперпартнёр фотона. Имеет спин 1/2. Предсказан теорией суперструн.

В теории супергравитации суперпартнёром гравитона является гравитино.
Гейджино смешиваются с хиггсино (суперпартнёрами бозона Хиггса), образуя линейные комбинации, называемые нейтралино (нейтральные) и чарджино (заряженные). Во многих моделях, предполагающих сохранение R-чётности, легчайшее нейтралино стабильно и может быть кандидатом на роль тяжёлых слабовзаимодействующих частиц (вимпов), составляющих скрытую массу.
Поиск гейджино входит в программу физических исследований Future Circular Collider.